# Pac-Man Museum +
Pac-Man Museum + é um videogame de compilação de 2022 desenvolvido pela Now Production e publicado pela Bandai Namco Entertainment. Sendo uma sequência do título de compilação de 2014 Pac-Man Museum , o Pac-Man Museum + inclui 14 jogos da série Pac-Man, com recursos adicionais, como missões e tabelas de classificação online.
A compilação foi lançada mundialmente em 27 de maio de 2022 no Steam, Nintendo Switch, PlayStation 4 e Xbox One.

## Visão geral
Assim como a coleção anterior, o Pac-Man Museum + apresenta quatorze jogos da franquia Pac-Man, desde títulos de arcade até lançamentos de consoles/portáteis. Esses jogos são apresentados como máquinas jogáveis em um fliperama virtual, onde o jogador pode controlar o Pac-Man e explorar. Os jogos clássicos são jogáveis por meio de emulação modificada, enquanto alguns dos jogos modernos são portas de origem. Os jogos selecionados na coleção são bloqueados na primeira inicialização e exigem que o jogador complete duas sessões de jogo de jogos específicos. O jogo apresenta um sistema de moeda no jogo conhecido como Coins. As moedas são obtidas ao obter pontuações altas nos jogos e podem ser gastas para jogar os jogos de arcade da coleção, bem como para comprar objetos de uma máquina de venda automática e cápsulas de gashapon em uma máquina de gashapon. Esses itens podem ser colocados em todo o fliperama para personalizá-lo ao gosto do jogador. Recursos adicionais incluem um filtro CRT, pontos de salvamento para jogos clássicos selecionados e tabelas de classificação online.

### Jogos em destaque
- Pac-Man (1980)
- Super Pac-Man (1982)
- Pac & Pal (1983)
- Pac-Land (1984)
- Pac-Mania (1987)
- Pac-Attack (SNES Version; 1993)
- Pac-In-Time (SFC Version; 1995)
- Pac-Man Arrangement (Arcade version as seen in Namco Classic Collection Vol. 2, labelled as Arcade Ver.; 1996)
- Pac-Man Arrangement (PSP version as seen on Namco Museum Battle Collection, labelled as CS Ver.; 2005)
- Pac-Man Championship Edition (2007)
- Pac-Motos (originally included in Namco Museum Remix; 2007)
- Pac 'n Roll Remix (originally included in Namco Museum Remix; 2007)
- Pac-Man Battle Royale (2011)
- Pac-Man 256 (console version; 2016)

Pac-Man Arrangement (2005) não possui o modo de dois jogadores encontrado no jogo original, semelhante aos ports anteriores do jogo.

## Produção e lançamento
O Pac-Man Museum + foi anunciado originalmente nas plataformas de mídia social pela Bandai Namco Entertainment em 19 de novembro de 2021, com lançamento previsto para o início de 2022. Em 25 de fevereiro de 2022, a Famitsu anunciou uma transmissão ao vivo apresentando as primeiras imagens "práticas" do Pac-Man Museum +, que foi transmitida em 4 de março de 2022. Em 28 de fevereiro de 2022, o jogo recebeu uma data de lançamento em 27 de maio de 2022 por meio de anúncios de mídia social, juntamente com o jogo programado para ser incluído no Xbox Game Pass no dia do lançamento. No Japão, o jogo estava programado para ser lançado no Steam em 28 de maio de 2022; o lançamento foi movido um dia antes em 25 de maio de 2022.
As versões de Pac-Land, Pac-In-Time e Pac-Attack na coleção são modificadas para remover quaisquer referências de Ms. Pac-Man aparecendo no jogo, com o personagem Pac-Mom criado especificamente para o jogo tomando seu lugar em vez de; como visto anteriormente no relançamento do Arcade Archives de Pac-Land, lançado um mês antes. Os designs de Pac-Baby (chamado Pac-Sis na coleção) e Jr. Pac-Man (chamado Pac-Boy na coleção) também foram alterados para remover a semelhança com a Sra. nome sendo alterado para Pac-Buddy. Embora não tenha sido oficialmente esclarecido por que as mudanças foram feitas, supõe-se que esteja ligado à disputa em andamento nos AtGames da Sra. Pac-Man.

## Recepção
Pac-Man Museum + recebeu críticas "mistas ou médias" de acordo com o agregador de críticas Metacritic.
A Nintendo Life deu ao título uma nota 8 em 10 e elogiou sua qualidade de emulação, configuração interessante do mundo superior, missões, tabelas de classificação online e a coleção abrangente da história do Pac-Man enquanto criticava a implementação do filtro CRT, a taxa de quadros do mundo superior do arcade e um Problema de V-sync presente no Pac-Land. O Push Square pensou favoravelmente na grande variedade de jogos, wrapper interativo e qualidade de emulação, mas teve um pequeno problema com o atraso de entrada e algumas seleções de jogos ruins.